# Simkinia tianschanica
Simkinia tianschanica är en kvalsterart som beskrevs av Krivolutsky 1971. Simkinia tianschanica ingår i släktet Simkinia och familjen Hemileiidae. Inga underarter finns listade i Catalogue of Life.